# Hey! Say! JUMP
Hey! Say! JUMP (ヘイ! セイ! ジャンプ Hei! Sei! Janpu) là một nhóm nhạc nam gồm 8 thành viên được điều hành bởi Johnny & Associates.

## Tiểu sử
- Được thông báo chính thức vào ngày 24 tháng 9 năm 2007 (gồm 10 thành viên) trong buổi hoà nhạc "Johnny's Jr. Hey! Say! 7" tại Yokohama. Đây là nhóm có độ tuổi trung bình khoảng 15 (năm 2007).[2]
- Tên của nhóm được viết tắt như:
  - Hey! Say! (Đồng âm chữ Heisei (Chữ Kanji: 平成 (Bình Thành) Chữ Kana: へいせい?) trong tiếng Nhật (Vì các thành viên đều sinh trong thời đại Heisei, được tính từ ngày 01 tháng 08 năm 1989
  - JUMP
    - Viết tắt cho Johnny's Ultra Music Power.[1]
    - Còn có một ý nghĩa khác là bật nhảy thật cao trong thời đại Heisei.
- Cũng giống như các nhóm V6 và Hikari GENJI, nhóm được chia thành 2 nhóm nhỏ là Hey! Say! 7 và Hey! Say! BEST.
  - Với số 7: số cuối của năm 2007, năm nhóm được debut.
  - Với BEST: viết tắt cho Boys Excellent Selection Team.

## Danh sách các thành viên

### Hey! Say! 7
| Tên (Kanji) | Tên (Kana)            | Tên (Roman-ji)                 | Ngày sinh            | Nhóm máu | Nơi sinh           |
| ----------- | --------------------- | ------------------------------ | -------------------- | -------- | ------------------ |
| 山田涼介    | やまだ りょうすけ     | Yamada Ryousuke                | 09/05/1993 (27 tuổi) | B        | Tokyo, Nhật Bản    |
| 知念侑李    | ちねん ゆうり         | Chinen Yuri                    | 30/11/1993 (26 tuổi) | AB       | Shizuoka, Nhật Bản |
| 中島裕翔    | なかじま ゆうと       | Nakajima Yuto                  | 10/08/1993 (26 tuổi) | A        | Tokyo, Nhật Bản    |
| 岡本圭人    | おかもと けいと       | Okamoto Keito (đã rời nhóm)    | 01/04/1993 (27 tuổi) | O        | Tokyo, Nhật Bản    |
| 森本 龍太郞 | もりもと りゅうたろう | Morimoto Ryutaro (đã rời nhóm) | 06/04/1995 (25 tuổi) | A        | Ishikawa, Nhật Bản |

### Hey! Say! BEST
| Tên (Kanji) | Tên (Kana)      | Tên (Roman-ji) | Ngày sinh            | Nơi sinh           |
| ----------- | --------------- | -------------- | -------------------- | ------------------ |
| 有岡大貴    | ありおか だいき | Arioka Daiki   | 15/04/1991 (29 tuổi) | Chiba, Nhật Bản    |
| 髙木雄也    | たかき ゆうや   | Takaki Yuya    | 26/03/1990 (30 tuổi) | Osaka, Nhật Bản    |
| 伊野尾慧    | いのお けい     | Inoo Kei       | 22/06/1990 (29 tuổi) | Saitama, Nhật Bản  |
| 八乙女光    | やおとめ ひかる | Yaotome Hikaru | 02/12/1990 (29 tuổi) | Miyagi, Nhật Bản   |
| 薮宏太      | やぶ こうた     | Yabu Kota      | 31/01/1990 (30 tuổi) | Kanagawa, Nhật Bản |

## Danh sách các đĩa nhạc

### Đĩa Đơn
| STT | Ngày phát hành | Tên                                     | Hạng | Doanh số | Giải thưởng |
| --- | -------------- | --------------------------------------- | ---- | -------- | ----------- |
| 1   | 14/11/2007     | Ultra Music Power                       | 1    | 340,070  |             |
| 2   | 21/5/2008      | Dreams come true                        | 1    | 249,024  |             |
| 3   | 23/7/2008      | Your Seed / Bouken Rider                | 1    | 208,113  |             |
| 4   | 22/10/2008     | Mayonaka no Shadow Boy                  | 1    | 287,206  |             |
| 5   | 24/2/2009      | Hitomi no Screen                        | 1    | 250,206  |             |
| 6   | 15/12/2010     | "Arigatou" ~Sekai no Doko ni Itemo~     | 1    | 188,555  |             |
| 7   | 29/6/2011      | OVER                                    | 1    | 297,781  |             |
| 8   | 21/9/2011      | Magic Power                             | 1    | 248,824  |             |
| 9   | 22/2/2012      | SUPER DELICATE                          | 1    | 289,928  |             |
| 10  | 26/6/2013      | Come On A My House                      | 1    | 217,803. |             |
| 11  | 25/12/2013     | Ride With Me                            |      |          |             |
| 12  | 5/2/2014       | AinoArika / Aisureba Motto Happy Life   |      |          |             |
| 13  | 3/9/2014       | Weekender / Asu e no YELL               |      |          |             |
| 14  | 29/4/2015      | Chau# / Wo I Need You                   |      |          |             |
| 15  | 21/10/2015     | Kimi Attraction                         |      |          |             |
| 16  | 11/5/2016      | Maji SUNSHINE                           |      |          |             |
| 17  | 26/10/2016     | Fantastic Time                          |      |          |             |
| 18  | 14/12/2016     | Give Me Love                            |      |          |             |
| 19  | 22/2/2017      | OVER THE TOP                            |      |          |             |
| 20  | 5/7/2017       | Precious Girl / Are You There?          |      |          |             |
| 21  | 20/12/2017     | White Love                              |      |          |             |
| 22  | 14/2/2018      | Mae wo Muke                             |      |          |             |
| 23  | 1/8/2018       | COSMIC☆HUMAN                            |      |          |             |
| 24  | 22/5/2019      | Lucky-Unlucky / Oh! my darling          |      |          |             |
|     | 29/5/2019      | Ai Dake ga Subete -What do you want?-   |      |          |             |
| 25  | 21/8/2019      | Fanfare!                                |      |          |             |
| 26  | 26/2/2020      | I am / Muah Muah                        |      |          |             |
| 27  | 1/7/2020       | Last Mermaid...                         |      |          |             |
| 28  | 30/9/2020      | Your Song                               |      |          |             |
| 29  | 12/5/2021      | Negative Fighter                        |      |          |             |
| 30  | 25/8/2021      | Gunjou Runaway                          |      |          |             |
| 31  | 24/11/2021     | Sing-along                              |      |          |             |
| 32  | 25/5/2022      | a r e a / Koi wo Surunda / Haru Tsubame |      |          |             |
| 32  | 31/5/2023      | DEAR MY LOVER / Uraomote                |      |          |             |

### Album
| STT | Ngày phát hành | Tên                          | Hạng | Doanh số |  |
| --- | -------------- | ---------------------------- | ---- | -------- |  |
| 1   | 7/7/2010       | JUMP NO.1                    | 1    | 188,269  |  |
| 2   | 6/6/2012       | JUMP WORLD                   | 1    | 153,473  |  |
| 3   | 18/62014       | smart                        | 1    | 141,233  |  |
| 4   | 10/2/2016      | JUMPing CAR                  |      |          |  |
| 5   | 27/7/2016      | DEAR.                        |      |          |  |
|     | 26/7/2017      | Hey! Say! JUMP 2007-2017 I/O |      |          |  |
| 6   | 22/8/2018      | SENSE or LOVE                |      |          |  |
| 7   | 30/10/2019     | PARADE                       |      |          |  |
| 8   | 16/12/2020     | Fab! -Music speaks.-         |      |          |  |
| 9   | 24/8/2022      | FILMUSIC!                    |      |          |  |